# The Shape of Punk To Come
The Shape of Punk to Come: A Chimerical Bombination in 12 Bursts, часто сокращаемый до The Shape of Punk to Come — третий студийный альбом шведской хардкор-панк-группы Refused, выпущенный в октябре 1998 года на лейбле Burning Heart Records.
Несмотря на то, что Refused распались через несколько месяцев после выхода альбома, The Shape of Punk to Come впоследствии нашёл аудиторию для группы и во многом способствовал нарастанию её славы, а также вдохновлял многих музыкантов различных жанров.

## Об альбоме
Этот альбом ознаменовал резкое и сознательное отступление от ранних работ группы. Философия альбома, изложенная на широкой надписи на обложке диска и заключённая в песне «New Noise», была в том, что панк- и хардкор-музыка не может быть ломающей устои, продолжая упаковывать революционные тексты в музыку, ставшую мейнстримом. Звучание альбома оспаривало существующие представления о панке; это был «панк» на фундаментальном уровне, включающем экспериментальные сочетания элементов пост-хардкора, пост-панка, техно и джаза. Альбом значительно отличался от звучания таких поп-панк-групп, как Green Day и Blink-182, и даже от более традиционных, например, Bad Religion и Pennywise.
Название альбома является отсылкой к песне группы The Nation of Ulysses из их второго альбома Plays Pretty for Baby, которая сама по себе является отсылкой к авангардному джазовому альбому Орнетта Коулмана 1959 года The Shape of Jazz to Come. Название песни «Worms of the Senses / Faculties of the Skull» является аллюзией на строфу поэмы Аллена Гинзберга «Howl». Кроме того, песня «Refused Are Fuckin' Dead» — это отсылка к песне «Born Against Are Fuckin' Dead» группы Born Against.

### Переиздание 2004
В 2004 году была издана DVD-версия альбома. Многие песни были композиционно изменены, некоторые значительно поменялись.

### Переиздание 2010 года
В дополнение к 12 композициям оригинального выпуска, переиздание 2010 года, выпущенное в качестве коллекционного издания, также включает в себя два диска: ранее не опубликованные записи с концерта 1998 года и DVD с документальным фильмом о группе, Refused Are Fucking Dead.

## Критика
| Оценки критиков      | Оценки критиков |
| Источник             | Оценка          |
| -------------------- | --------------- |
| Allmusic             | [ 4 ]           |
| BBC Music            | favourable      |
| Consequence of Sound | [ 6 ]           |
| Drowned in Sound     | 10/10           |
| Pitchfork Media      | 9.4/10          |
| Punknews.org         | [ 8 ]           |
| Robert Christgau     | [ 9 ]           |
| Rock Sound           | 10/10           |

В 2003 году журнал Kerrang! поставил альбом The Shape of Punk to Come на 13 место в списке «50 самых влиятельных альбомов всех времён» (англ. 50 Most Influential Albums of All Time list). В 2005 году альбом встал на 428 место в книге «500 величайших рок- и метал-альбомов всех времён» (англ. 500 Greatest Rock & Metal Albums of All Time) журнала Rock Hard.

## Список композиций
1. «Worms of the Senses / Faculties of the Skull» — 7:05
2. «Liberation Frequency» — 4:08
3. «The Deadly Rhythm» — 3:34
4. «Summerholidays vs. Punkroutine» — 4:01
5. «Bruitist Pome #5» — 1:25
6. «New Noise» — 5:08
7. «The Refused Party Program» — 2:38
8. «Protest Song '68» — 4:32
9. «Refused Are Fuckin Dead» — 5:08
10. «The Shape of Punk to Come» — 5:06
11. «Tannhäuser / Derivè» — 8:07
12. «The Apollo Programme Was a Hoax» — 4:13

### Диск 2: Live at Umeå Open festival (3 апреля 1998)
Диск входит в коллекционное издание 2010 года.
1. «The Shape of Punk to Come» — 4:38
2. «The Refused Party Program» — 1:28
3. «Circle Pit» — 2:48
4. «Worms of the Senses / Faculties of the Skull» — 5:31
5. «Hook, Line and Sinker» — 2:51
6. «Summerholidays vs. Punkroutine» — 3:54
7. «Rather Be Dead» — 3:42
8. «Burn It» — 2:33
9. «The Deadly Rhythm» — 4:05
10. «Coup d'Ètat» — 5:10
11. «New Noise» — 4:48
12. «Tannhäuser» — 7:30

### Диск 3:Refused Are Fucking Dead
Диск содержит документальный фильм о группе. Входит в коллекционное издание 2010 года.